# Mulatu Astatke
Mulatu Astatke, född 1943, är en etiopisk musiker. Han är instrumentalist, kompositör och producent, och betraktas som Ethio-jazzens fader.